# Palmarès del Derby County Football Club
Il Derby County Football Club, noto semplicemente come Derby County, è una società calcistica inglese con sede nella città di Derby, nelle East Midlands.

## Competizioni nazionali
- Campionato inglese: 2

1971-1972, 1974-1975
- Coppa d'Inghilterra: 1

1945-1946
- Community Shield: 1

1975
- Campionato inglese di seconda divisione: 4

1911-1912, 1914-1915, 1968-1969, 1986-1987
- Third Division North: 1

1956-1957

## Competizioni internazionali
- Watney Cup: 1

1971
- Texaco Cup: 1

1971-1972

## Competizioni regionali
- Bass Charity Vase: 16

1890, 1891, 1892, 1903, 1905, 1930, 1944, 1952, 1953, 1983, 1984, 1985, 1987, 1993, 1996, 2010
- Derbyshire FA Centenary Cup: 18

1983, 1985, 1986 (2 volte), 1987, 1988, 1989, 1990, 1991, 1992, 1993, 1995, 1996, 1997, 1998, 1999, 2002, 2004
- Midland Cup: 1

1946
- Derbyshire Senior Cup: 1

1951-1952

## Altri piazzamenti
- Campionato inglese:

Secondo posto: 1895-1896, 1929-1930, 1935-1936
Terzo posto: 1893-1894, 1896-1897, 1948-1949, 1973-1974
- Campionato inglese di seconda divisione:

Secondo posto: 1925-1926, 1995-1996
Terzo posto: 1923-1924, 1924-1925, 1991-1992, 2006-2007, 2013-2014
Finalista play-off: 2018-2019
- Third Division:

Terzo posto: 1985-1986
- Third Division South:

Secondo posto: 1955-1956
- Football League One:

Secondo posto: 2023-2024
- Coppa d'Inghilterra:

Finalista: 1897-1898, 1898-1899, 1902-1903
Semifinalista: 1895-1896, 1896-1897, 1901-1902, 1903-1904, 1908-1909, 1922-1923, 1932-1933, 1947-1948, 1975-1976
- Coppa di Lega inglese:

Semifinalista: 1967-1968, 2008-2009
- Coppa dei Campioni:

Semifinalista: 1972-1973
- Coppa Anglo-Italiana:

Finalista: 1992-1993